# Acacia glaucoptera
Espèce
Acacia glaucoptera  est une espèce de plante à fleurs du genre Acacia et de la famille des Fabaceae. C'est un arbuste endémique du sud-ouest de l'Australie-Occidentale

## Description
L'arbuste mesure de 30 centimètres à 1,2 mètre de hauteur et jusqu'à 2 mètres de largeur. Il donne des fleurs jaunes globuleuses entre la fin de l'hiver et le début de l'été.

## Culture
Cette espèce est souvent cultivée pour son feuillage original. Elle nécessite un bon drainage et un bon élagage pour supprimer les bois morts. Elle résiste à des températures de −7 °C.